# Mussomeli
Mussomeli (sicilià Mussumeli ) és un municipi italià, dins de la província de Caltanissetta. L'any 2007 tenia 3.631 habitants. Limita amb els municipis d'Acquaviva Platani, Bompensiere, Caltanissetta, Cammarata (AG), Marianopoli, Montedoro, San Cataldo, Serradifalco, Sutera i Villalba,

## Evolució demogràfica

Ubicació de Mussomeli dins de la província